# جبى العقبة (إب)

تعديل مصدري - تعديل

جبى العقبة محلة تابعة لقرية المحشاية، التابعة لعزلة البحريين بمديرية إب إحدى مديريات محافظة إب في الجمهورية اليمنية.، بلغ تعداد سكانها 29 حسب تعداد اليمن لعام 2004.